# آلیگا
آلیگا (به انگلیسی: Alega) یک منطقهٔ مسکونی در ایالات متحده آمریکا است که در ساموآی آمریکا واقع شده‌است. آلیگا ۰٫۷۹ کیلومتر مربع مساحت و ۵۴ نفر جمعیت دارد و ۸ متر بالاتر از سطح دریا واقع شده‌است.